# 160. vestlige længdekreds
Den 160. vestlige længdekreds (eller 160 grader vestlig længde) er en længdekreds, der ligger 160 grader vest for nulmeridianen. Den løber gennem Ishavet, Nordamerika, Stillehavet, det Sydlige Ishav og Antarktis.